# Dẫn đường bằng radar bán chủ động
Tự dẫn radar bán chủ động (Semi-active radar homing) (SARH) là một kiểu dẫn đường phổ biến của tên lửa có điều khiển, nhất là tên lửa không đối không và tên lửa đất đối không tầm xa. Theo đó, tên lửa sẽ sử dụng bộ phận thu tín hiệu sóng radar bị phản xạ từ mục tiêu sau khi nó bị chiếu xạ từ radar mặt đất (ngược lại với tự dẫn bằng radar chủ động active radar homing, trong đó sử dụng bộ thu phát tín hiệu chủ động-transceiver). Các hệ thống radar bán chủ động trên tên lửa sử dụng radar song địa tĩnh sóng liên tục.
Định danh của NATO cho loại tên lửa trang bị loại đầu tự dẫn này là Fox One.

## Ý tưởng

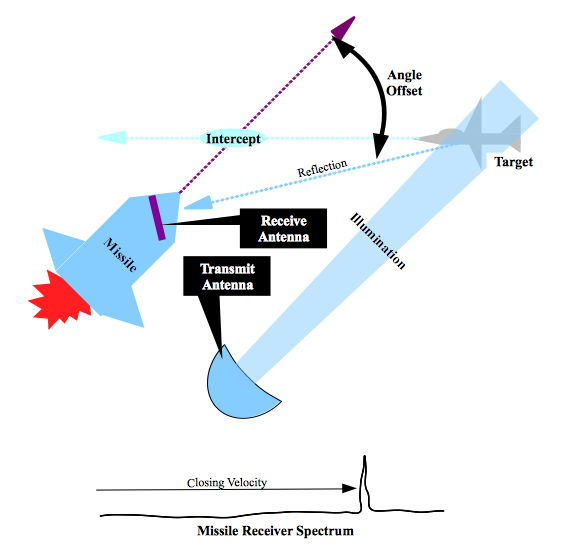
Hình 1: Nguyên lý của SARH.

Ý tưởng cơ bản của SARH là, các hệ thống radar đã bao gồm cả phát hiện và theo dõi mục tiêu, nên việc bổ sung thêm radar cho bản thân quả tên lửa trở nên thừa thãi. Khối lượng của bộ phận truyền phát tín hiệu sẽ làm giảm tầm bắn của tên lửa, do đó các hệ thống thụ động sẽ có tầm bắn lớn hơn. Ngoài ra, độ phân giải của radar phụ thuộc rất lớn vào kích thước đường kính của ăng ten, và các tên lửa có mũi dạng côn sẽ không có đủ không gian để lắp đặt ăng ten đủ lớn để có đủ độ chính xác cần thiết để dẫn đường cho tên lửa. Thay vào đó, các ăng ten kích thước lớn hơn từ các trạm radar mặt đất hoặc trên máy bay sẽ có độ phân giải đủ để bám và dẫn đường cho tên lửa, và tên lửa chỉ cần đơn giản là thu tín hiệu radar phản xạ lại từ mục tiêu và tự điều chỉnh để bay về hướng đó. Mặt khác, tên lửa thu được tín hiệu mà tên lửa thu được có hướng ngược với hướng phát sóng, giúp cho tên lửa tránh được các biện pháp đối phó điện tử của mục tiêu.
Hệ thống SARH xác định vận tốc của mục tiêu như trong hình 1. Vận tốc mục tiêu tiến về phía tên lửa được xác định để thiết lập vị trí tần số của tín hiệu như được chỉ ra bên dưới hình vẽ (phổ). Góc bù của Ăng ten sẽ được thiết lập sau khi mục tiêu được phát hiện bởi đầu dò trên tên lửa. Đầu dò của tên lửa là radar thu tín hiệu monopulse (Radar xung đơn) sẽ thiết lập một góc sai số so với góc bù này. Các thông số định vị được cấp cho hệ thống lái sử dụng thông số góc sai số do ăng ten để điều khiển tên lửa. Cuối cùng lái tên lửa bám theo mục tiêu sao cho mục tiêu vẫn ở gần với trục dọc của ăng ten, trong khi ăng ten vẫn được giữ ở một vị trí cố định. Góc bù hình học này được xác định bằng động lực học bay, căn cứ vào tốc độ tên lửa, tốc độ mục tiêu, và khoảng cách.
Tầm hoạt động tối đa của radar SARH được tăng lên nếu như sử dụng dữ liệu định vị trên tên lửa để tên lửa bay trước khi bật đầu dò của radar trong pha cuối tiếp cận mục tiêu. Đây là cách thức giúp tăng tối đa tầm bắn của tên lửa, nhờ việc giảm thiểu những cơ động không cần thiết của tên lửa qua đó làm tiết kiệm nhiên liệu cho tên lửa. 
Khác với dẫn đường lái theo cánh sóng (beam riding), như trên tên lửa RIM-8 Talos, theo đó sóng radar được "chỉ" đến mục tiêu và tên lửa duy trì sao cho nó nằm trong chùm tia hướng đến mục tiêu bằng cách thu các tín hiệu từ các ăng ten ở phía đuôi tên lửa. Ở hệ thống SARH tên lửa sẽ thu các tín hiệu phản xạ lại từ mục tiêu, ngoài ra nó cũng sẽ nhận các tín hiệu điều khiển trực tiếp từ đài radar. Nhược điểm của lái theo cánh sóng là: Một là tín hiệu radar có dạng hình quạt, và càng xa càng lớn dần, do đó mục tiêu càng xa thì càng kém chính xác. Trong khi đó SARH ít phụ thuộc vào khoảng cách với đài radar mẹ, và nó sẽ càng chính xác khi nó càng tiến tới gần mục tiêu bay, cũng chính là nguồn tín hiệu phản xạ. Việc thiếu độ chính xác trong dẫn đường cho tên lửa sẽ khiến các nhà thiết kế phải trang bị cho tên lửa các đầu đạn cỡ lớn, như đầu đạn hạt nhân. Ngoài ra, do hệ thống đài radar dẫn đường cho tên lửa theo cánh sóng phải có độ chính xác đủ lớn để bắt mục tiêu ở tốc độ lớn, nên thông thường người ta sử dụng 1 đài radar cho riêng việc bắt bám mục tiêu và 1 đài radar (có chùm sóng hẹp hơn) được sử dụng để dẫn đường cho tên lửa.
Trong khi đó hệ thống SARH chỉ cần 1 đài radar cho mục đích vừa bắt bám mục tiêu vừa phát xạ.

## Các radar sóng liên tục
Các hệ thống radar SARH phần lớn sử dụng continuous-wave radar (CW radar) cho việc dẫn đường cho tên lửa. Dù radar trên các chiến đấu cơ hiện đại hiện nay phần lớn là radar Dopplẻ, nhưng chúng đều có chức năng CW để dẫn đường cho tên lửa. Ở một vài máy bay tiêm kích của Liên Xô như trên một số phiên bản của MiG-23 và MiG-27, sử dụng các pod phụ để phát tín hiệu CW. Các tên lửa Vympel R-33 sử dụng trên máy bay đánh chặn tầm xa MiG-31 sử dụng đầu tự dẫn radar bán chủ động là phương thức dẫn đường chủ yếu (pha đầu sử dụng dẫn đường theo quán tính). Tên lửa SARH cần radar theo dõi để bắt bám mục tiêu, và chùm tia chiếu xạ mục tiêu phải hẹp hơn để "chiếu sáng" mục tiêu đủ để đầu dò trên tên lửa có thể khoá mục tiêu dựa vào tín hiệu phản xạ từ mục tiêu.  Mục tiêu sẽ phải luôn được chiếu xạ trong suốt thời gian bay của tên lửa. Điều này có thể khiến đài radar dễ bị tổn thương trước máy bay đối phương sử dụng tên lửa chống radar hoặc máy bay đối phương sử dụng các biện pháp đối kháng điện tử. Bởi vì phần lớn các tên lửa SARH cần được dẫn đường trong suốt quãng đường bay, nên các radar thế hệ cũ sẽ chỉ đảm nhận được việc dẫn đường cho một tên lửa một lần.
Hệ thống SARH có cự ly hoạt động phụ thuộc vào mật độ năng lượng phát ra của máy phát sóng. Tăng công suất phát sóng có thể tăng mật độ năng lượng. Việc giảm thiểu nhiễu của bộ phát tín hiệu cũng sẽ làm tăng mật độ năng lượng.

## Thực tế tác chiến
Trong chiến tranh Việt Nam, các máy bay tiêm kích của Hải quân và Không quân Mỹ được trang bị tên lửa SARH AIM-7 Sparrow chỉ có tỉ lệ bắn hạ đối phương là 10%, các máy bay chiến đấu F-4 Phantom của Mỹ đã loại bỏ pháo cannon, thay vào đó trang bị 4 tên lửa Sparrow. Tỉ lệ thấp trong không chiến được cho một phần là do các lỗi về cơ khí trên các thiết bị điện tử những năm 1960s, hoặc lỗi từ phi công.
Từ sau chiến dịch bão táp sa mạc, phân lớn chiến công bắn hạ đối phương từ ngoài tầm nhìn của tiêm kích F-15 Eagle là do tên lửa Sparrow. Điều này cũng tương tự đối với phiên bản phóng từ tàu chiến RIM-7 Sea Sparrow.
Liên Xô sử dụng tên lửa 2K12 Kub trong chiến tranh Yom Kippur, và đã đạt được thành công lớn khi bắn hạ nhiều máy bay của không quân Israel. Một tên lửa 2K12 cũng đã bắn hạ một chiếc F-16 của Mỹ trong chiến tranh Bosnia.

## Các tên lửa SARH

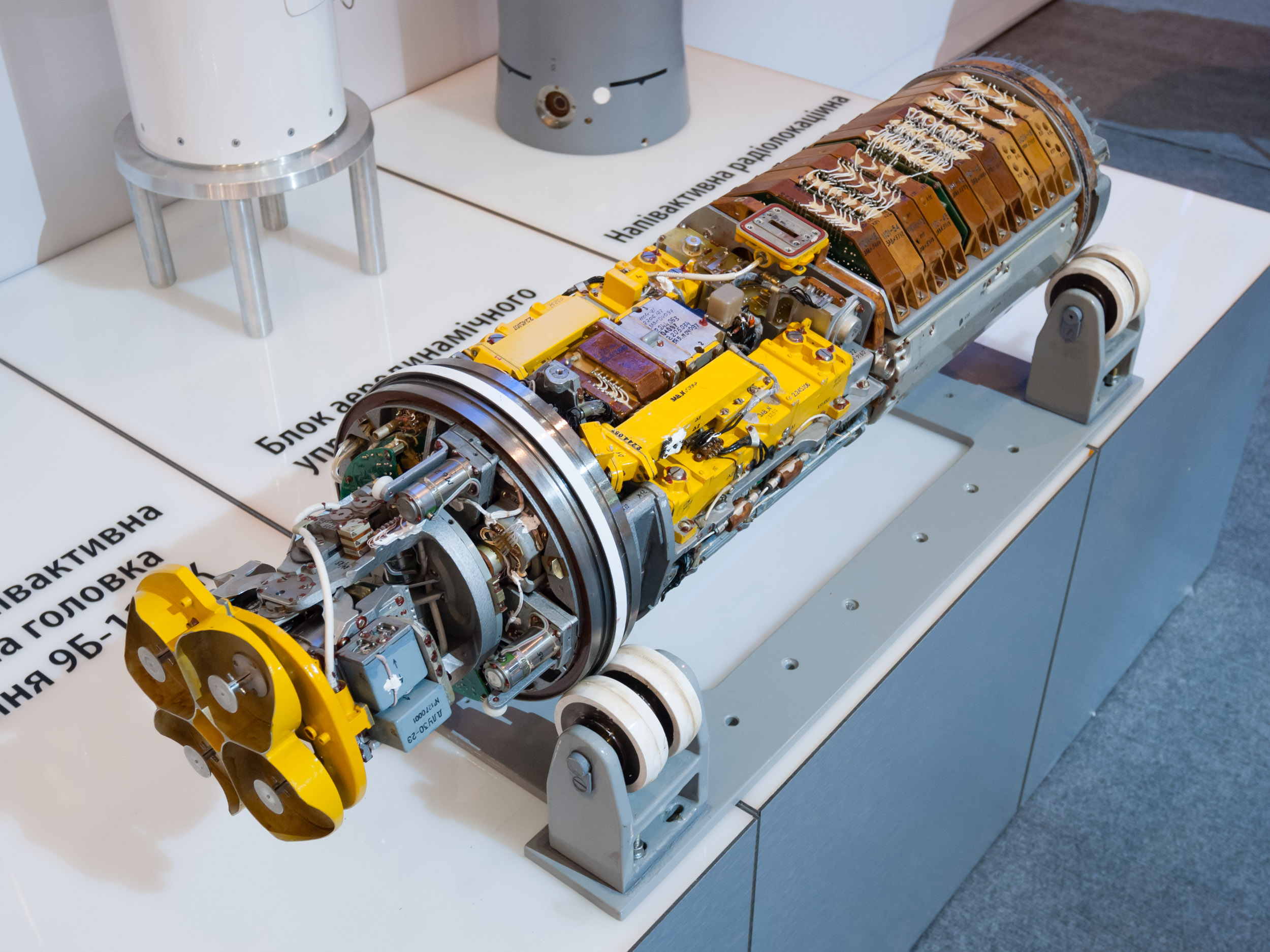
Đầu tự dẫn radar bán chủ động 9B-1101K, sử dụng trên tên lửa Vympel R-27-R

SARH là phương pháp dẫn đường phổ biến trên các loại tên lửa hiện đại, bao gồm:
- AIM-4A/E/F Falcon
- AIM-7 Sparrow
- AIM-9C Sidewinder
- AIM-26 Falcon
- Aspide
- Buk missile system
- MIM-23 HAWK
- R-23
- R-33
- R-27R
- RIM-7 Sea Sparrow
- RIM-8 Talos
- RIM-66 Standard
- RIM-162 ESSM
- RIM-174 Standard ERAM
- S-200
- S-300
- S-400
- SA-6 Gainful
- Skyflash